# Tringlot

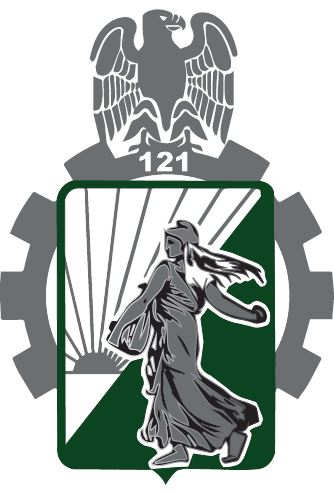
Insigne d'un régiment du Train, le 121e.

En France, « tringlot » ou « trainglot » désigne à l'origine un soldat de base de l'arme du train, héritière du train des équipages. L'appellation s'appliquait encore dans les années 1990 aux soldats des unités mécanisées de l'arme du train : soldat conducteur, terme officiel au sein de la compagnie ou du régiment, correspondait à tringlot, terme populaire, en dehors de celle-ci ou de celui-ci.

## Terme argotique du milieu militaire duXIXesiècle, devenu populaire et même littéraire
Il semble qu'une première écriture soit « trainglot » dès 1857. 
Le mot « tringlo » est pourtant attesté  dans l'ouvrage de Antoine Camus, intitulé Les Bohêmes du drapeau. Types de l'armée d'Afrique: Zéphirs, Turcos, Spahis, Tringlos... et publié chez P. Brunet à Paris en 1863. Cette dénomination provient du langage argotique de la troupe.
Il s'agit, selon les linguistes, d'un terme d'argot militaire, qui juxtapose apparemment l'idée de train, nom de régiment spécialisé dans les unités de transports de soutien aux armées, et celle de tringle, le fusil précisément en argot militaire. que toute homme de base devait porter sur lui. Le mot indiquerait l'embarras du conducteur ou meneur d'attelage, en quelque sorte diminué par cette contrainte. Alphonse Daudet l'utilise déjà dans son recueil nommé Les Lettres de mon moulin paru en 1869, mais au pluriel « tringlos ».
Dans "Le Cri du Peuple" de Jean Vautrin, "les tringlos errent dans la ville et frayent avec la population." 

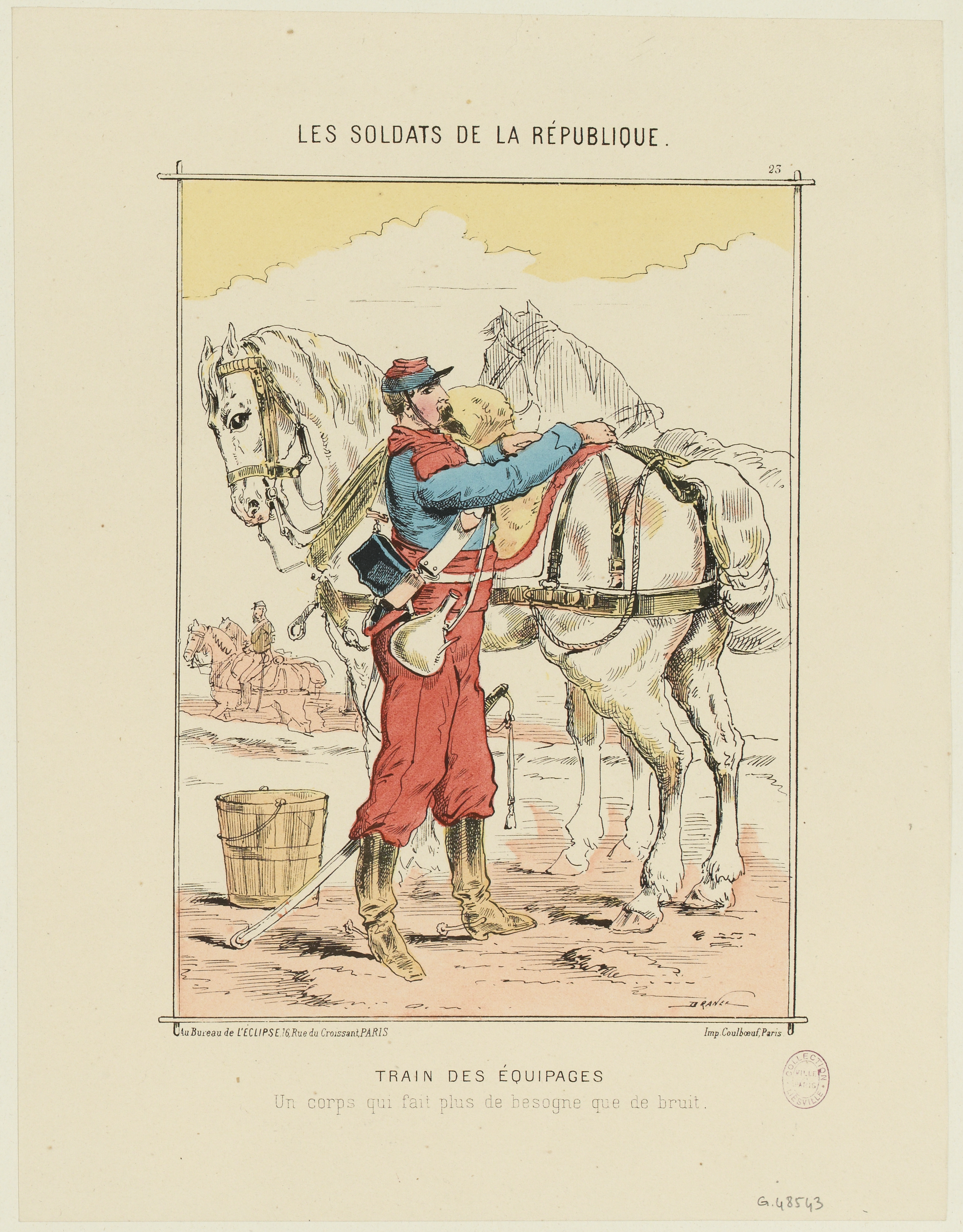
Soldat du Train des équipages, au XIXe siècle.

Ce n'est qu'après 1888 que la réécriture marquée par le suffixe -ot s'impose. C'est sous cette forme, devenue populaire et en tous cas bien moins argotique, qu'il est communément employé par la presse française de l'entre-deux-guerres, puis du régime de Vichy, ou encore par Marcel Aymé dans sa nouvelle « Le passe-muraille », publiée en 1943.
Le légendaire tringlot du train des équipages était encore parfois encore nommé « royal tringlot » pour son arrogance hautaine lorsqu'on lui reprochait son arrivée en retard, ou « royal cambouis » lorsqu'il n'ignorait nullement les rudiments de l'art du charron. Il ne fallait pas trop plaisanter car il maniait plus souvent avec dextérité son « pistolet à quatre nœuds », c'est-à-dire son fouet, vers la troupe goguenarde qu'au-dessus des chevaux.

## Correspondance européenne
Si le tringlot semble spécifique, paradoxalement par son origine argotique, à l'armée française, il se rattache sur la longue durée au Troßsoldate, voire au Troßknecht allemand, et au-delà à la cohorte hétérogène, fournisseuse de services, qui suivait les armées anciennes. La vieille racine troß (tross) correspond au train qui suit l'armée, forme ancienne de l'arme du train française ou de l'unit train ou baggage train britannique, elle a l'avantage sur celle-ci de ne pas provoquer la confusion, si commune aujourd'hui dans les pays francophones ou anglo-saxons, avec le train de chemin de fer.

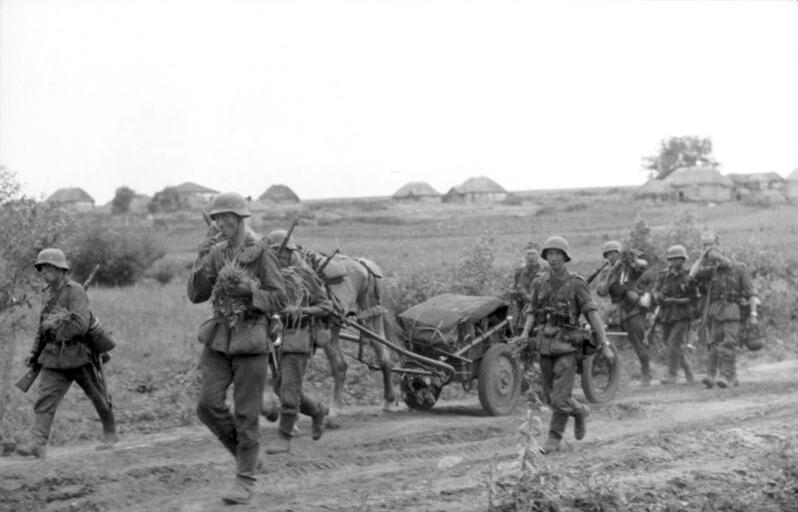
Logistique militaire allemande en 1942 en Russie.

La motorisation radicale de l'arme du train dans les années cinquante fait oublier le commun usage de la traction par attelage au monde d'autrefois. N'importe quel film d'amateur montrant l'avancée de l'armée allemande en France en mai et juin 1940 montre l'importance des défilés d'attelages de chevaux. Elle l'était encore plus dans l'armée française prise dans la tourmente. En concevant l'usage de l'attelage de façon anachronique comme archaïque et désuet, les apprentis historiens des temps de guerre relèguent son rôle nécessaire à des conflits lointains et à des situations exceptionnelles.
L'arme du train n'est pas spectaculaire, ses servants peuvent être des hommes bien peu extraordinaires, mais la maîtrise de la logistique et des transports de troupes et de matériels dans un conflit a priori équilibré amène sans coup férir la victoire, comme le pensait un  théoricien de la guerre, le prudent comte von Moltke.

## Citation
« Le tringlo(t) n'est pas l'amant de la gloire, mais il en est le valet de chambre, et c'est plus qu'on ne pense. » Antoine Camus, opus cité.
« Adorant les voitures, raffolant des chevaux, Puyrâleux n'eut aucun mérite à devenir la crème des tringlots. » Alphonse Allais (1854-1905), Contes humoristiques - Tome I, Royal Cambouis